# Réunion Pro/Am 1994
 (mars 2023).
Si vous disposez d'ouvrages ou d'articles de référence ou si vous connaissez des sites web de qualité traitant du thème abordé ici, merci de compléter l'article en donnant les références utiles à sa vérifiabilité et en les liant à la section « Notes et références ».
La Réunion Pro/Am 1994 est une compétition de surf des World Qualifying Series 1994 disputée en 1994 à Saint-Leu, une commune de l'ouest de l'île de La Réunion, dans le sud-ouest de l'océan Indien. Dotée de 10 000 dollars, elle est remportée par l'Australien Damien Hardman.